# Папа Климент XIV
Папа Климент XIV (лат. Clemens Quartus Decimus; 31. октобар 1705 —  22. септембар 1774) је био 249. папа од 19. маја 1769. до 22. септембра 1774.
Донео је документ Dominus ac Redemptor којим је укинуо језуитски ред.